# 金龍顯
金龍顯（韓語：김용현，1959年—）韩国陸軍退役中將，慶尚南道马山市人，畢業於韓國陸軍士官學校（第38期）。高中就读于首尔冲岩高等学校，是韩国总统尹锡悦的高中学长。2022年5月至2024年9月任大韩民国总统警护处处长。2024年9月6日，任韩国国防部部长。12月，金龍顯参与2024年韩国戒严，最後在同月4日請辭，其後尹錫悅曾欲提名時任韓國駐沙烏地阿拉伯大使、退役四星上將崔秉赫接任國防部長，但最後決定以国防部次長金善鎬為國防部長。金龍顯之后为发动戒严而道歉，承認自己向尹錫悅建議戒嚴。韩国司法部禁止金龍顯离境，之後韩国检察廳又將其逮捕。12月10日，金龙显在狱中试图自杀。